# Zwerggleitbeutler
Die Zwerggleitbeutler (Acrobatidae) sind eine Familie aus der Beuteltierordnung Diprotodontia. Die Familie umfasst drei Arten in zwei Gattungen: die Federschwanz-Gleitbeutler (Acrobates) – mit den zwei Arten Breitfuß-Federschwanz-Gleitbeutler (Acrobates frontales) und Schmalfuß-Federschwanz-Gleitbeutler (Acrobates pygmaeus) – und den nicht gleitfähigen Federschwanzbeutler (Distoechurus pennatus).

## Beschreibung
Nur die Federschwanz-Gleitbeutler besitzen eine Gleitmembran, die an den Gliedmaßen befestigt ist. Beim Federschwanzbeutler fehlt diese, doch deutet sein Körperbau darauf hin, dass er sich aus gleitenden Vorfahren entwickelt hat. Ein besonderes Merkmal der drei Arten ist der mit den langen Haaren fast federartig wirkende Schwanz. Zwerggleitbeutler sind klein, sie erreichen eine Kopf-Rumpf-Länge von 6 bis 12 cm und ein Gewicht von 15 bis 50 g. Das Fell ist weich, seine Farbe ist graubraun.

## Verbreitung und Lebensweise
Die Federschwanz-Gleitbeutler kommen an der ganzen Ostküste Australiens vor, der Federschwanzbeutler lebt auf Neuguinea. Alle drei Arten sind nachtaktive Baumbewohner. Tagsüber verbergen sie sich in allen möglichen Verstecken wie Baumhöhlen oder auch in selbstgemachten Nestern. In der Nacht gehen sie mit flinken, geschickten Bewegungen auf Nahrungssuche. Sie leben in Gruppen von bis zu 20 Tieren zusammen, jedoch haben diese Gruppen keine Struktur und sind auch nicht langlebig.
Diese Tiere ernähren sich von Insekten, Würmern, Früchten und gelegentlich auch Nektar, den sie mit ihrer langen Zunge aufnehmen.

## Systematik
Die Zugehörigkeit dieser Tiere war lange Zeit umstritten. Früher wurden sie den Kletterbeutlern oder den Bilchbeutlern zugerechnet, erst seit den 1980er-Jahren werden sie als eigene Familie geführt. Jüngeren Untersuchungen zufolge dürften sie am nächsten mit dem Rüsselbeutler verwandt sein. Die Gleitmembran ist kein Verwandtschaftsmerkmal, da sich gleitfähige Beuteltiere in drei Familien, den Gleitbeutlern, den Ringbeutlern und eben den Zwerggleitbeutlern, finden.